# おはようふくしま
『おはようふくしま』は、2000年4月3日からNHK福島放送局で平日朝に放送される『NHKニュースおはよう日本』のローカルニュース番組。

## 放送時間
- 平日 7時45分 - 8時00分（2008年3月31日 - ）

## 内容
2020年4月現在
- 7:45 オープニング（バックの映像は、小名浜港）
- 7:45 - 7:48 福島県内のニュース
- 7:48 - 7:49 気象情報
- 7:49 - 7:50.30 福島県内の今日の動き
- 7:50.30 - 7:54.40 東北地方各放送局から特集VTR（ここから7:58までは仙台から『おはよう宮城』をタイトル差し替えの上同時ネット）
- 7:54.40 - 7:58 東北地方の気象情報
- 7:58 - 8:00 福島県内の気象情報・エンディング

## キャスター
- 福島放送局所属のアナウンサーが持ち回りで担当。

2020年4月から11月まで、福島市出身の音楽家・古関裕而をモデルにした『連続テレビ小説・エール』放送期間中には、一部の担当アナウンサー（福島放送局PR隊長の安藤結衣ほか）が今日の見どころなど『エール』についてを述べることがあった（いわゆる「朝ドラ送り」）。